# Шеларди
Шеларди (урарт. Dši-e-la-ar-di) — лунное божество урартского пантеона.
Урартская религия была в основном заимствована урартами в Месопотамии. Бог Шеларди соответствовал месопотамскому богу Сину. 
Согласно урартским клинописным текстам, жертвоприношение для бога Шеларди должно было составлять одного быка и две овцы. 